# Pseudicius originalis
Pseudicius originalis är en spindelart som först beskrevs av Zabka 1985.  Pseudicius originalis ingår i släktet Pseudicius och familjen hoppspindlar. Inga underarter finns listade i Catalogue of Life.